# 渡邉順子
渡邉 順子（わたなべ よりこ）は、日本の看護師、看護学者（基礎看護学・看護教育学・看護管理学）。博士（保健学）（大阪大学・2004年）。静岡県立大学看護学部特任教授・大学院看護学研究科特任教授。姓の「邉」は「辺」の旧字体のため、新字体で渡辺 順子（わたなべ よりこ）とも表記される。
名古屋保健衛生大学病院消化器外科・脳外科、名古屋大学医学部附属病院内科での勤務を経て、名古屋大学医療技術短期大学部看護学科講師、名古屋大学医学部助教授、聖隷クリストファー大学看護学部教授、静岡県立大学看護学部教授、静岡県立大学大学院看護学研究科研究科長（第8代）などを歴任。

## 来歴

### 生い立ち
名古屋保健衛生大学に進学し、衛生学部の衛生看護学科にて学んだ。1977年3月、名古屋保健衛生大学を卒業した。同年4月、名古屋保健衛生大学病院に採用され、消化器外科・脳外科の看護婦として勤務した。1983年7月、名古屋大学の医学部附属病院に転じ、内科の看護婦として勤務した。

### 研究者として
1984年4月、名古屋大学の医療技術短期大学部に移り、看護学科の助手に就任した。1992年4月、名古屋大学の医療技術短期大学部にて、看護学科の講師に昇任した。それと並行して、中京女子大学の大学院に在籍し、健康科学研究科の健康科学専攻にて学んだ。1997年3月、中京女子大学大学院の修士課程を修了した。その後、名古屋大学の医療技術短期大学部を改組するかたちで、医学部に保健学科が新設されることになった。医学部の保健学科は1998年4月より看護学専攻の学生受け入れを開始し、医療技術短期大学部の看護学科は2000年3月に廃止された。それにともない、名古屋大学の医学部に移ることになり、1999年4月には医学部の助教授に昇任した。医学部においては、主として保健学科の看護学専攻の講義を担当した。また、2002年4月には、名古屋大学の大学院の医学研究科が医学系研究科に改組され、看護学専攻が新設されることになった。それにともない、同月より、大学院の医学系研究科にて助教授を兼務することとなった。医学系研究科においては、主として看護学専攻の講義を担当した。それと並行して、文部科学在外研究員としてアメリカ合衆国に渡り、同年7月よりボストンカレッジの看護学部にて客員研究員を兼任した。また、大阪大学の大学院に在籍し、医学研究科の保健学専攻にて学んだ。2004年3月、大阪大学大学院の博士後期課程を修了した。同年10月、聖隷クリストファー大学に転じ、看護学部の教授に就任した。また、聖隷クリストファー大学の大学院においては、看護学研究科の教授を兼務した。2008年4月、聖隷クリストファー大学の大学院に、保健科学研究科が新設されることになった。それにともない、同月より、大学院の保健科学研究科にて教授を兼務することになった。それと並行して、同月より、浜松医科大学の大学院にて、医学系研究科の講師を非常勤で務めた。2015年10月1日付で静岡県立大学に転じ、看護学部の教授に就任した。看護学部においては、主として看護学科の講義を担当した。また、静岡県立大学の大学院においては、看護学研究科の教授を兼務した。看護学研究科においては、主として看護学専攻の講義を担当した。2017年からは看護学研究科の研究科長も兼務した。

## 研究
専門は看護学。特に、基礎看護学・看護教育学・看護管理学の研究を手掛ける。具体的には、輸液看護に関する技術開発や、排泄ケアモデルの開発に従事、それに関する専門書の執筆等も行う。また、看護技術に関する教育技法の開発も手掛ける。看護教育に関するテキストの執筆や、初心者の看護師向けの書籍の編纂なども手掛ける。なお、東アジア看護研究者フォーラムにおいては、篠崎惠美子らとともに最優秀ポスター発表賞を共同受賞した。
日本看護医療学会・日本看護診断学会・日本看護教育学会・日本看護研究学会・日本看護科学学会・日本看護管理学会・日本老年泌尿器科学会・愛知排泄ケア研究会・シグマシータタウ国際名誉看護学会に所属。日本看護医療学会では、梶田悦子の後任として第4代理事長に就任し、2011年4月から3年間にわたる第5期の任期を務めた。2015年4月からの3年間となる第6期においても、引き続き理事長を務めた。また、日本老年泌尿器科学会では、評議員を務めた。

## 略歴
- 1977年 - 名古屋保健衛生大学衛生学部卒業。
- 1977年 - 名古屋保健衛生大学病院消化器外科・脳外科看護婦。
- 1983年 - 名古屋大学医学部附属病院内科看護婦。
- 1984年 - 名古屋大学医療技術短期大学部看護学科助手。
- 1992年 - 名古屋大学医療技術短期大学部看護学科講師。
- 1997年 - 中京女子大学大学院健康科学研究科修士課程修了。
- 1999年 - 名古屋大学医学部助教授。
- 2002年 - 名古屋大学大学院医学系研究科助教授。
- 2002年 - ボストンカレッジ看護学部客員研究員。
- 2004年 - 大阪大学大学院医学研究科博士後期課程修了。
- 2004年 - 聖隷クリストファー大学看護学部教授。
- 2004年 - 聖隷クリストファー大学大学院看護学研究科教授。
- 2008年 - 聖隷クリストファー大学大学院保健科学研究科教授。
- 2008年 - 浜松医科大学大学院医学系研究科講師。
- 2011年 - 日本看護医療学会理事長。
- 2015年 - 静岡県立大学看護学部教授。
- 2015年 - 静岡県立大学大学院看護学研究科教授。
- 2017年 - 静岡県立大学大学院看護学研究科研究科長。

## 著作

### 編纂
- 渡邉順子編、しもでゆりこ画『すき・すき・スキル――ナース若葉のケアナビ99』学習研究社、1999年。ISBN 405152017X

### 寄稿、分担執筆、等
- 松木光子・小笠原知枝編『これからの看護研究――基礎と応用』廣川書店、2000年。ISBN 4567593308
- 松木光子・小笠原知枝・久米弥寿子編『看護理論――理論と実践のリンケージ――看護研究の成果に基づく理論を実践しよう』ヌーヴェルヒロカワ、2006年。ISBN 490208550X
- 穴澤貞夫ほか編『排泄リハビリテーション――理論と臨床』中山書店、2009年。ISBN 9784521730936
- 深井喜代子編『ケア技術のエビデンス――実践へのフィードバックで活かす』2巻、へるす出版、2010年。ISBN 9784892697135
- 小笠原知枝・松木光子編『これからの看護研究――基礎と応用』3版、ヌーヴェルヒロカワ、2012年。ISBN 9784861740350
- 深井喜代子・前田ひとみ編集『基礎看護学テキスト』改訂2版、南江堂、2015年。ISBN 9784524266562

### 翻訳
- 伴一郎監訳『正しい心電図の読み方』2版、西村書店、1996年。ISBN 489013249X
- M.Gaie Rubenfeld・Barbara K.Scheffer著、中木高夫・石黒彩子・水渓雅子監訳『クリティカルシンキング――看護における思考能力の開発』南江堂、1997年。ISBN 4524213287
- マーガレット・ラニー著、小笠原知枝・江本愛子・久米弥寿子監訳『事例に基づく看護診断の正確性の検証――看護診断のスキルアップのために』ブレーン出版、2002年。ISBN 4892421944